# Кверба-мамберамо
Кверба-мамберамо (Napok, Nobuk, Nogukwabai, Nopuk, Nopukw, Tatsewalem) - папуасский язык, на котором говорят в юго-восточной части города Касонаведжа, также в горах восточного берега реки Мамберамо и в деревнях Кверба, Маринафален, Эдифален провинции Папуа в Индонезии.